# 4 Your Eyez Only
| Совокупная оценка    | Совокупная оценка |
| Источник             | Оценка            |
| -------------------- | ----------------- |
| AnyDecentMusic?      | 6.9/10            |
| Metacritic           | 77/100            |
| Оценки критиков      |                   |
| Источник             | Оценка            |
| AllMusic             | [ 3 ]             |
| The Diamondback      | [ 4 ]             |
| Consequence of Sound | B                 |
| Exclaim!             | 9/10              |
| Financial Times      | [ 7 ]             |
| The Hoya             | [ 8 ]             |
| The National         | [ 9 ]             |
| The New York Times   | [ 10 ]            |
| Pitchfork            | 6.7/10            |
| XXL                  | (XL)              |

4 Your Eyez Only — четвёртый студийный альбом американского хип-хоп-исполнителя и продюсера Джея Коула (англ. J. Cole), выпущенный 9 декабря 2016 года и возглавивший хит-парад Billboard 200 (США).

## Об альбоме
Альбом получил положительные отзывы музыкальной критики и интернет-изданий: Exclaim!, The Guardian, The New York Times, HipHopDX, XXL, Pitchfork, The Daily Dot, Vulture, The Advocate, HotNewHipHop.

### Рейтинги
Журнал XXL назвало две песни альбома («False Prophets» и «Everybody Dies») одними из лучших в жанре хип-хоп по итогам всего 2016 года while also naming it one of the best verses of 2016.. Издание Capital XTRA включило песни «Deja Vu» и «False Prophets» в свой список лучших хип-хоп хитов 2016 года. Издание Rap-Up назвало альбом 18-м лучшим диском 2016 года в своём списке 20 Best Albums of 2016, а журнал XXL включил в список 50 лучших хип-хоп проектов 2016 года (50 Best Hip-Hop Albums of 2016).

### Годовые итоговые списки
| Публикация                    | Рейтинг                              | Ранг | Ссылка |
| ----------------------------- | ------------------------------------ | ---- | ------ |
| Contactmusic.com              | Sam Bennett’s Top Ten Albums of 2016 | *    | [ 25 ] |
| The Boombox                   | The 25 Best Hip-Hop Albums of 2016   | 14   | [ 26 ] |
| HipHopDX                      | The 20 Best Rap Albums Of 2016       | 20   | [ 27 ] |
| Rap-Up                        | Rap-Up’s Best Albums of 2016         | 18   | [ 28 ] |
| Rap-Up                        | Readers’ Choice: Best Albums of 2016 | 5    | [ 29 ] |
| Rolling Stone                 | 40 Best Rap Albums of 2016           | 35   | [ 30 ] |
| XXL                           | 50 Best Hip-Hop Projects of 2016     | *    | [ 31 ] |
| * без указания места в списке |                                      |      |        |

## Коммерческий успех
В США альбом 4 Your Eyez Only дебютировал на позиции № 1 американском хит-параде Billboard 200 с тиражом 492,000 эквивалентных альбомных единиц (включая 363,000 истинных альбомных продаж, без треков и стриминга), став для певца 4-м чарттоппером. Коул стал лишь третьим репером после DMX и Дрейка имевшим на позиции № 1 Billboard 200 все свои первые 4 студийных альбома. В Канаде альбом также дебютировал на позиции № 1 с тиражом 31,000 копий.
Песня «Deja Vu» заняла позицию № 7 в американском чарте Billboard Hot 100 даже без выхода на отдельном сингле, став самым большим успехом Джей Коула. Все 10 песен с альбома 4 Your Eyez Only дебютировали внутри top 40 в чарте Hot 100, после лишь четырёх сольных вхождений в top 40. У коула было 12 одновременных вхождений в Hot 100 сразу в одну неделю.

## Список композиций
Источник:
Слова и музыка всех песен — Jermaine Cole.
| №                   | Название                  | Продюсеры                                                                    | Длительность |
| ------------------- | ------------------------- | ---------------------------------------------------------------------------- | ------------ |
| 1.                  | «For Whom the Bell Tolls» | Elijah Scarlett J. Cole [a] Nate Fox [c] Peter Cottontale [c] Nico Segal [c] | 2:07         |
| 2.                  | «Immortal»                | Cardiak Frank Dukes Cole [b] Matt McNeal [c] Chargaux [c] Nate Jones [c]     | 3:21         |
| 3.                  | «Deja Vu»                 | Vinylz Boi-1da Velous Cole [b] Ron Gilmore [b] Jones [c]                     | 4:24         |
| 4.                  | «Ville Mentality»         | Gilmore Elite Cole [b] Chargaux [c] Theo Croker [c]                          | 3:14         |
| 5.                  | «She's Mine Pt. 1»        | Cole Deputy Gilmore [b] Elite [b] Chargaux [b]                               | 3:29         |
| 6.                  | «Change»                  | Cole Gilmore [b] Elite [c] Chargaux [c]                                      | 5:31         |
| 7.                  | «Neighbors»               | Cole                                                                         | 3:36         |
| 8.                  | «Foldin Clothes»          | Cole Elite [b] Gilmore [b] Steve Lacy [c]                                    | 5:16         |
| 9.                  | «She's Mine Pt. 2»        | Cole Deputy Gilmore [b] Elite [b] Chargaux [c]                               | 4:38         |
| 10.                 | «4 Your Eyez Only»        | BLVK Cole [a] Childish Major [b] Chargaux [c] Croker [c] Jones [c]           | 8:50         |
| Общая длительность: | Общая длительность:       | Общая длительность:                                                          | 44:32        |

Примечания
- ↑ [a] сопродюсер.
- ↑ [b] дополнительный продюсер
- ↑ [c] дополнительный программист